# Francisco López Alfaro
Francisco Javier López Alfaro (Osuna, 1962. november 1. –) Európa-bajnoki ezüstérmes spanyol válogatott labdarúgó, edző.

## Pályafutása

### Klubcsapatban
Osunában született, Andalúziában. 1981 és 1990 között a Sevilla, majd 1990 és 1997 között az Espanyol csapatában játszott. 

### A válogatottban
1982 és 1986 között 20 alkalommal szerepelt a spanyol válogatottban és 1 gólt szerzett. Egy Izland elleni Eb-selejtező alkalmával mutatkozott be 1982. október 27-én, amely 1–0-ás hazai győzelemmel zárult. Részt vett az 1984-es Európa-bajnokságon és az 1986-os világbajnokságon.

#### Gólja a válogatottban
| #  | Dátum                 | Helyszín             | Ellenfél    | Eredmény | Eredmény | Végeredmény |
| -- | --------------------- | -------------------- | ----------- | -------- | -------- | ----------- |
| 1. | 1986. szeptember 24.. | Gijón, Spanyolország | Görögország | 2–0      | 3–1      | Barátságos  |

### Edzőként
Az edzősködést az Espanyol utánpótlásában kezdte. Később dolgozott a Coria, a Real Jaén, az Extremadura és a Figueres csapatainál. A 2004–05-ös szezonban az első osztályban szereplő Numancia együttesét irányította, de 10 mérkőzés után menesztették. A Numancia az idény végén kiesett. 2006 júliusában a harmadosztályú Badalonánál vállalt munkát. 2008-ban a Eivissa-Ibiza, 2009-ben az Atlético Baleares, míg 2010-ben a Sevilla C csapatát edzette.

## Sikerei, díjai
RCD Espanyol
- Spanyol bajnok (másodosztály) (1): 1993–94

Spanyolország
- Európa-bajnoki döntős (1): 1984

## Külső hivatkozások
- Francisco López Alfaro adatlapja a National-Football-Teams.com oldalon (angolul)

- Francisco López Alfaro (angol nyelven). eu-football.info
- Francisco López Alfaro (angol, katalán, spanyol nyelven). BDFutbol.com
- Francisco López Alfaro (angol, katalán, spanyol nyelven). BDFutbol.com
- Francisco López Alfaro adatlapja a worldfootball.net oldalon (angolul)